# Véranne
Véranne is een gemeente in het Franse departement Loire (regio Auvergne-Rhône-Alpes) en telt 669 inwoners (2005). De plaats maakt deel uit van het arrondissement Saint-Étienne.

## Geografie
De oppervlakte van Véranne bedraagt 15,8 km², de bevolkingsdichtheid is 42,3 inwoners per km².
De onderstaande kaart toont de ligging van Véranne met de belangrijkste infrastructuur en aangrenzende gemeenten.

## Demografie
Onderstaande figuur toont het verloop van het inwonertal (bron: INSEE-tellingen).